# Евгени Константинов
Евгени Константинов Димитров e български писател (автор на романи и разкази) и сценарист.
Роден е във Варна на 5 февруари 1923 г. Завършва стоматология в Медицинския факултет на Софийския университет в София през 1948 г.
От 1963 г. е отговорен редактор и заместник главен редактор във Филмовата редакция на „Българска телевизия“. Евгени Константинов умира в София на 7 април 1986 г.

## Филмография
- „Черните рамки“ (5-сер. тв, 1988) – (заедно с Григор Григоров)
- „Мечтание съм аз...“ (тв, 1984)
- „Боянският майстор“ (2-сер. тв, 1981)
- „Сватбите на Йоан Асен“ (1975)
- „Нако, Дако и Цако – шофьори“ (тв, 1974)
- „Синята лампа“ (10-сер. тв, 1974) – (в съавторство с Иван Славков, Богомил Герасимов, Марко Семов)
- „На всеки километър“ (тв сериал, 1969, 1971) – (в съавторство с Костадин Кюлюмов, Павел Вежинов, Свобода Бъчварова, Георги Марков)
- „Последният войвода“ (1967) – (заедно с Щерю Атанасов)
- „Случаят Пенлеве“ (1967) – (на III новела: „Гости“)
- „С пагоните на дявола“ (5-сер. тв, 1967) – (в съавторство с Костадин Кюлюмов)
- „Ивайло“ (1963) – (заедно с Никола Вълчев)